# Церковь Святых Апостолов Петра и Павла и монастырь василиан (Брест)
Церковь Святых Апостолов Петра и Павла и монастырь василиан — униатский культовый комплекс в Бресте. Располагался на месте древних археологических раскопок Берестье, на Василианской улице. Памятник архитектуры барокко. Монастырь был разрушен в 1830 -х и 40 -х годах в связи со строительством Брестской крепости, церковь была перестроена в Белый дворец и просуществовал в таком виде до 1953 года, когда была разобрана до основания.

## История
Василианские иноки, приглашенные сюда униатским митрополитом И. Руцким, поселились в 1629 году, когда решили на пятом генеральном капитуле ордена в Жировичах постановили учредить в Бресте греко-католический монастырь. Принятый документ обязывал протоархимандрита василианского закона « увидеть, где есть подходящее место, купить площадь в городе Берестском и затем построить на ней церковь и монастырь… там, кто пожертвовал для него материалы: кирпичи, известь и дерево перед показом парада церкви и монастыря... ». В 1629 году униатский митрополит Киевский Иосиф Руцкий и брестский хорунжий Габриэля Яленский сделали средства на основание Троицкого монастыря василиан в Бресте. Место для него было выбрано у бывшей пожарной части, недалеко от Никольского кафедрального собора, где в 1596 году была провозглашена Брестская церковная уния. На момент приобретения участка под церковь и монастырь им владели два брестских таможенника — евреи Шмуль Майжашович и Лейзер Лазарович. Площадь была ограничена с южной стороны Соборной площадью, с восточной стороны оборонительным рвом и Виленскими воротами, с севера и запада улицами Еврейской и Василианской . К 1631 году закончилось строительство деревянных церкви и монастыря с П-подобным в плане 1-этажным жилым корпусом. Монастырь вошёл в состав Литовской Конгрегации Святой Троицы Ордена василиан.

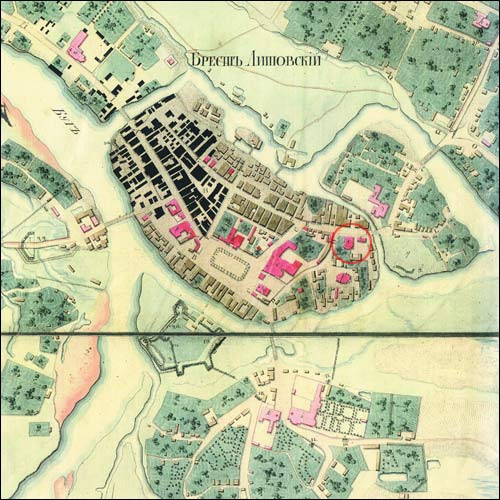
Церковь Святых апостолов Петра и Павла на карте Бреста 1823 года.

Первоначальный вклад монастыря, обеспечены 30 тыс. злотых ренты с имений Габриэля Яленского, был увеличен на 20 000 злотых в 1687 году Казимиром Валовичем, обозным великим литовским. При монастыре существовали госпиталь и резиденция епископа. В источниках сохранились имена игуменов монастыря: Никодим Кашыц ( 1711 ), Иосафат Рагинский ( 1712 ), Степан Литвинко ( 1723 ), Ян Ольшевский ( 1730 ), Дионисий Дамброва-Остим (1757, 1759).
Строительство новой каменной василианской церкви Святых Апостолов Петра и Павла началось за игуменом о.Дионисий Дамбров, в 1762—1766 годах «на средства и усилия Литовской губернии». В 1774 году, когда игуменом был а. Евхима Кучинского, в связи с начавшимся политическим кризисом в Речи Посполитой, незавершенное строительство (без башен и барочных щитов) кирпичного храма пришлось срочно законсервировать до лучших времен и освятить. Храм был символически освящен во имя первоапостолов св. Петра и Павла Кобринский архимандритом о. Люсидом Вейралович.
Монастырь неоднократно выбирался местом проведения генерального капитула ордена василианцев. Такие встречи имели место в Бресте в 1747, 1751, 1759, 1772 годах.
После запрещения иезуитов в 1775 году брестским базилианам передали коллегиум иезуитов, также они опекали приходской школой, которую заложили при содействии князя Адама Чарторыйского и содержалась на средства города. О школе, действовавшей при монастыре, впервые упоминает в 1670 году Пахом Агилевич, генеральным викарием протоархимандрита ордена василиан.

### Под властью Российской империи
После третьего раздела Речи Посполитой в 1795 году церковь и монастырь продолжали функционировать. В 1819 году провинциал базилиан Цезарий Каминский описывал состояние храма следующим образом: «...фасад ее, вознесенный из стены с двумя башнями и четырьмя пилястрами... дасёлета незаконченный из-за скромной фонда». Однако даже в незавершенном виде церковь называют одной из наиболее интересных базилианских храмов, возведенных на территории Литовской провинции Ордена базилиан в третьей четверти XVIII века. В 1823 году упоминаются две башни над церковью.

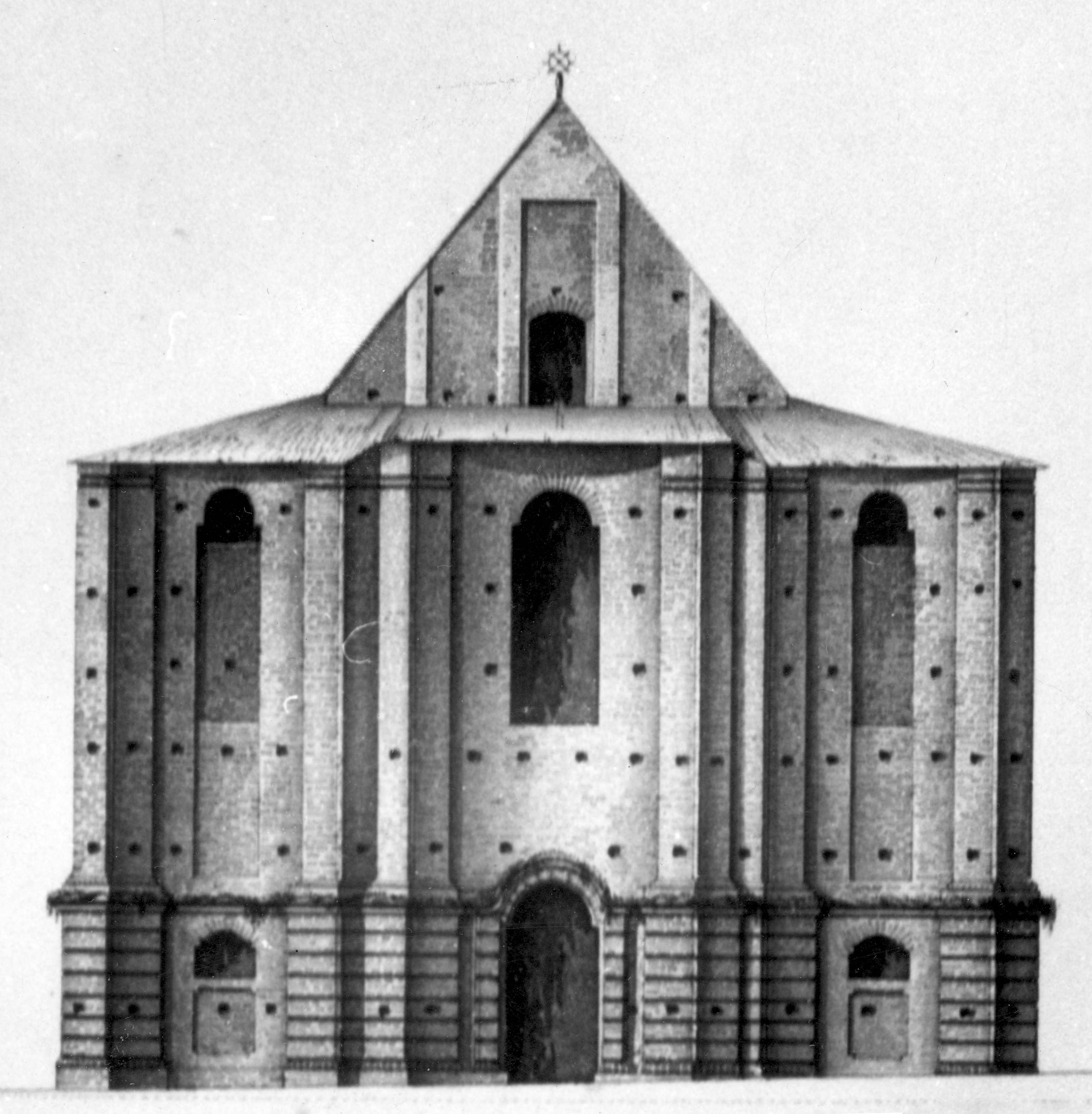
1835 г.
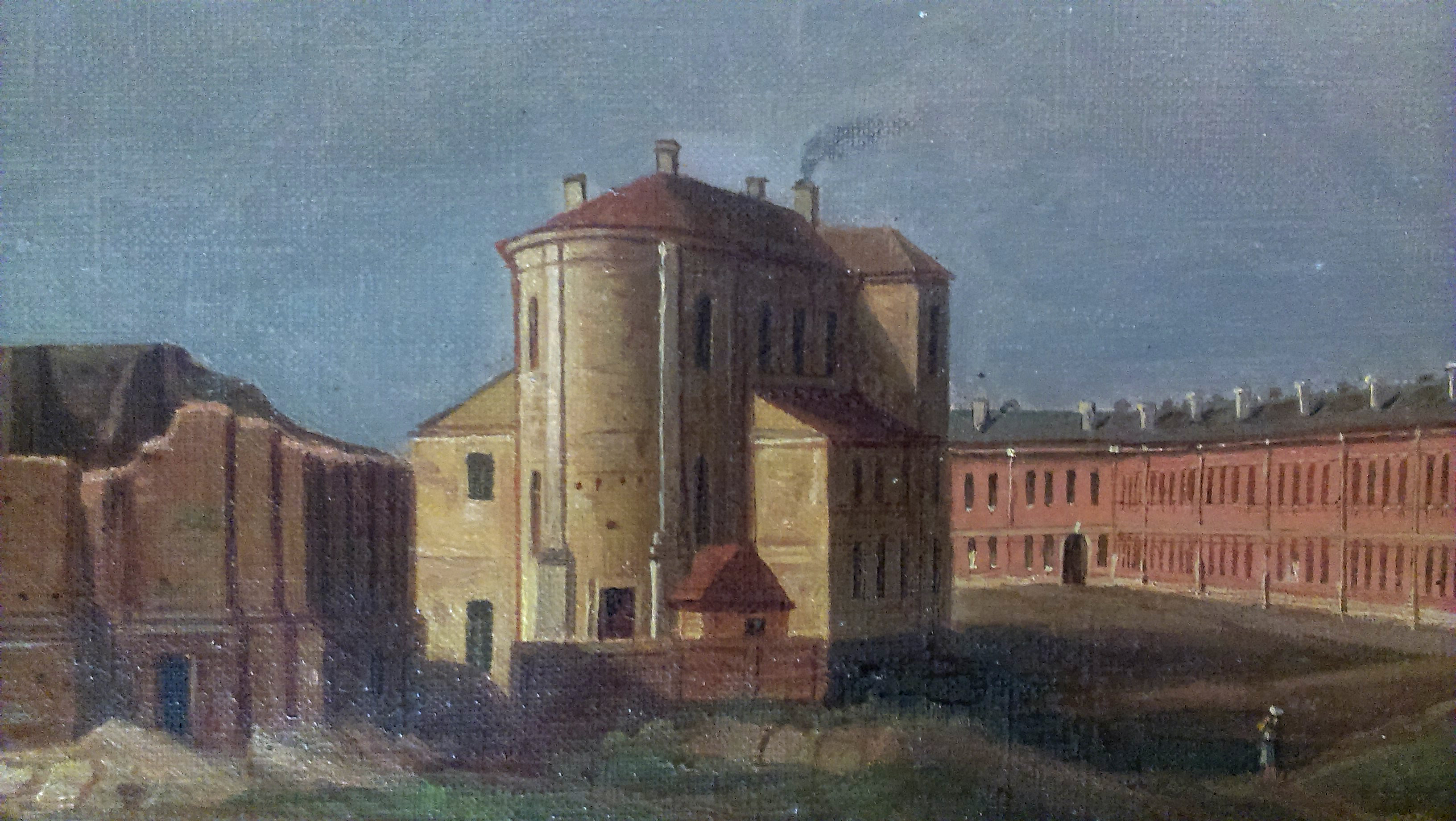
Перестроена церковь Святых Петра и Павла по копии М. Залеский и Г. Жашкова с картины М. Залесского "Брест-Литовская крепость в 1840 году".
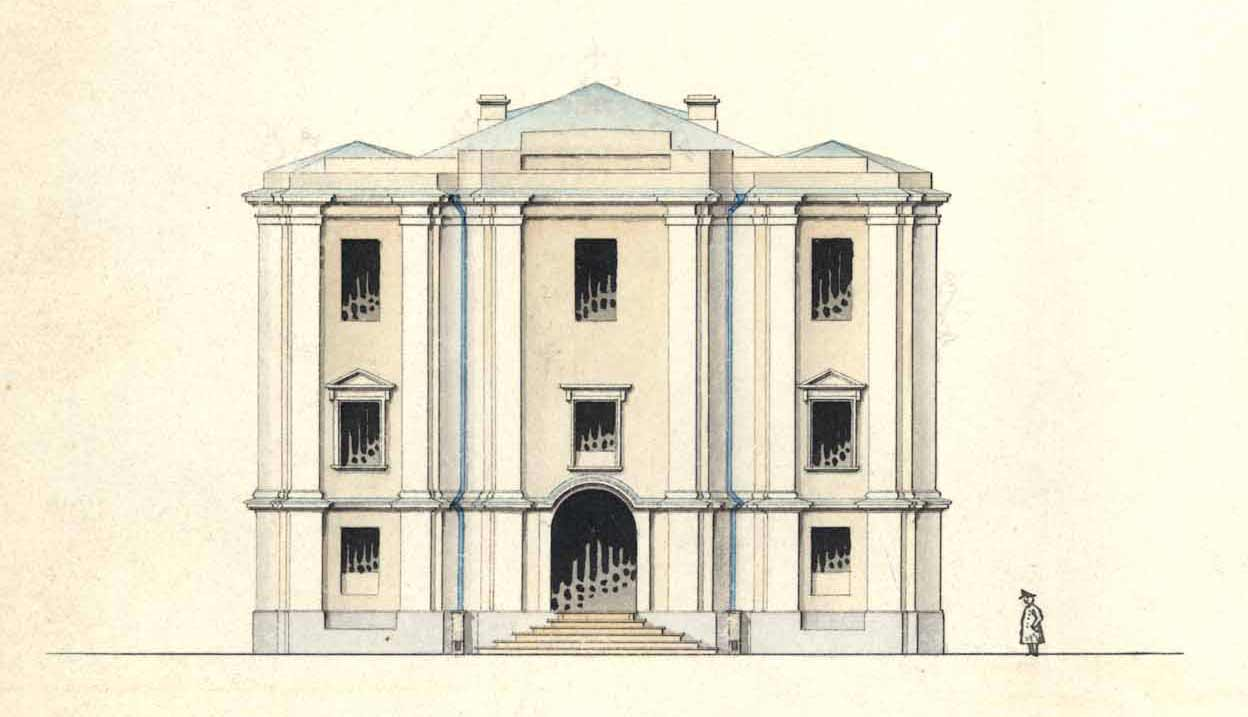
Фасад. 1843 г.
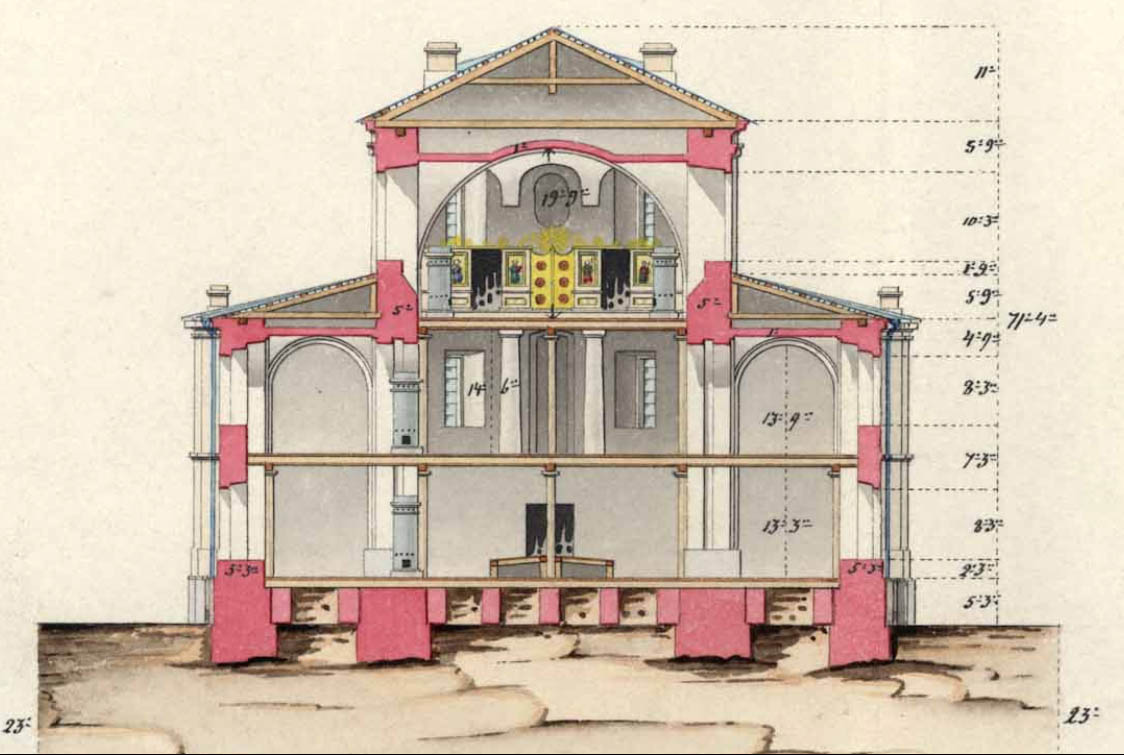
Разрез. 1843 г.

После расторжения унии здесь располагался православный Благовещенский монастырь с одноименным домашней церковью (на 3-м этаже монастырского корпуса). Одно время после отмены в 1824 г. из-за пожара здесь располагался Симеоновский монастырь.

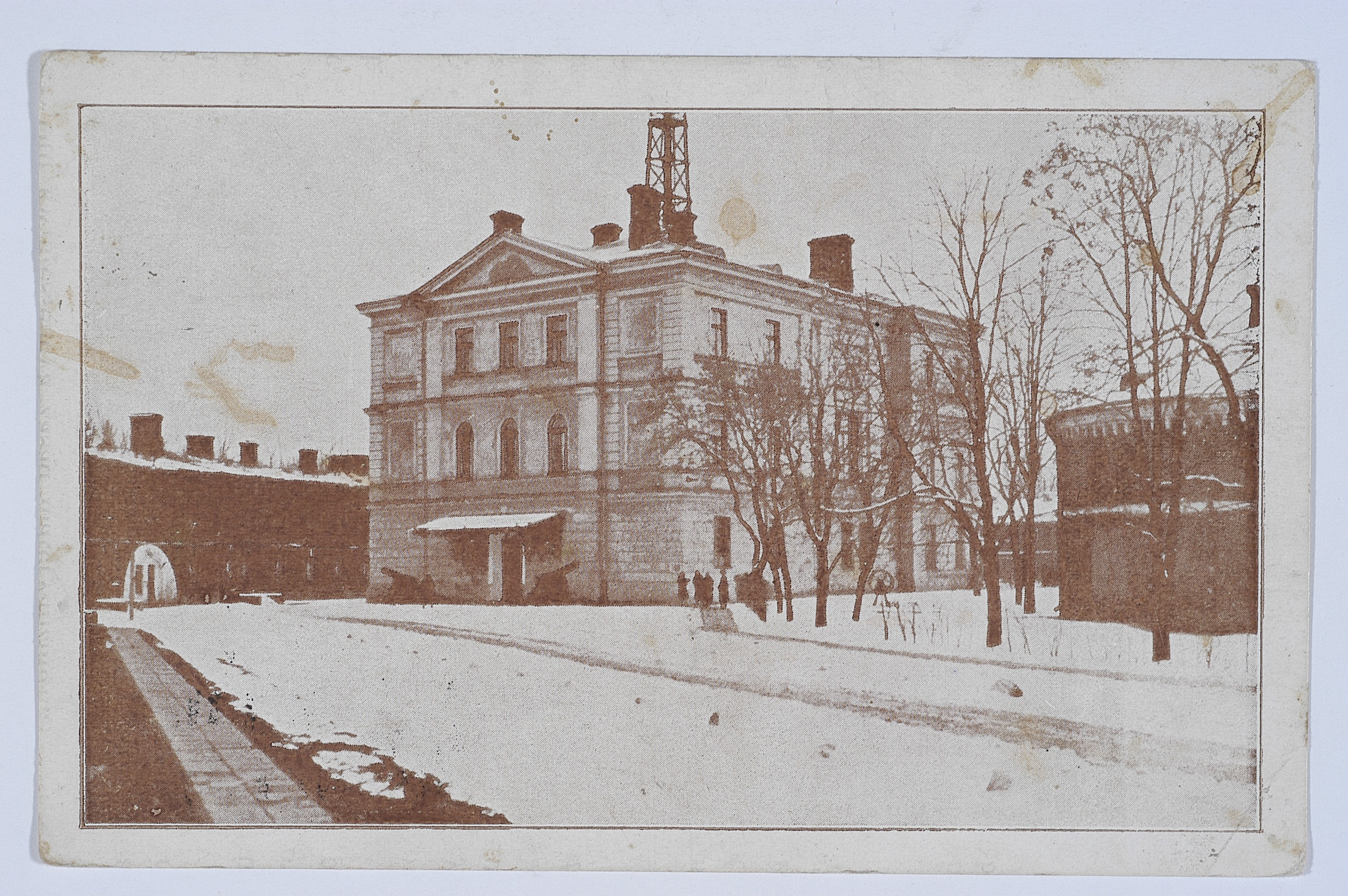
Белый дворец в 1929 году

Монастырь был разрушен в связи со строительством в 1830-х и 1840-х годах крепость. Церковь была перестроена в 1840 г. под офицерский клуб, который получил название « Белый дворец », спрятав волнообразный фасад за классицистической стеной, были приподняты стены ризницы и правого бокового нефа.

### Новейшее время

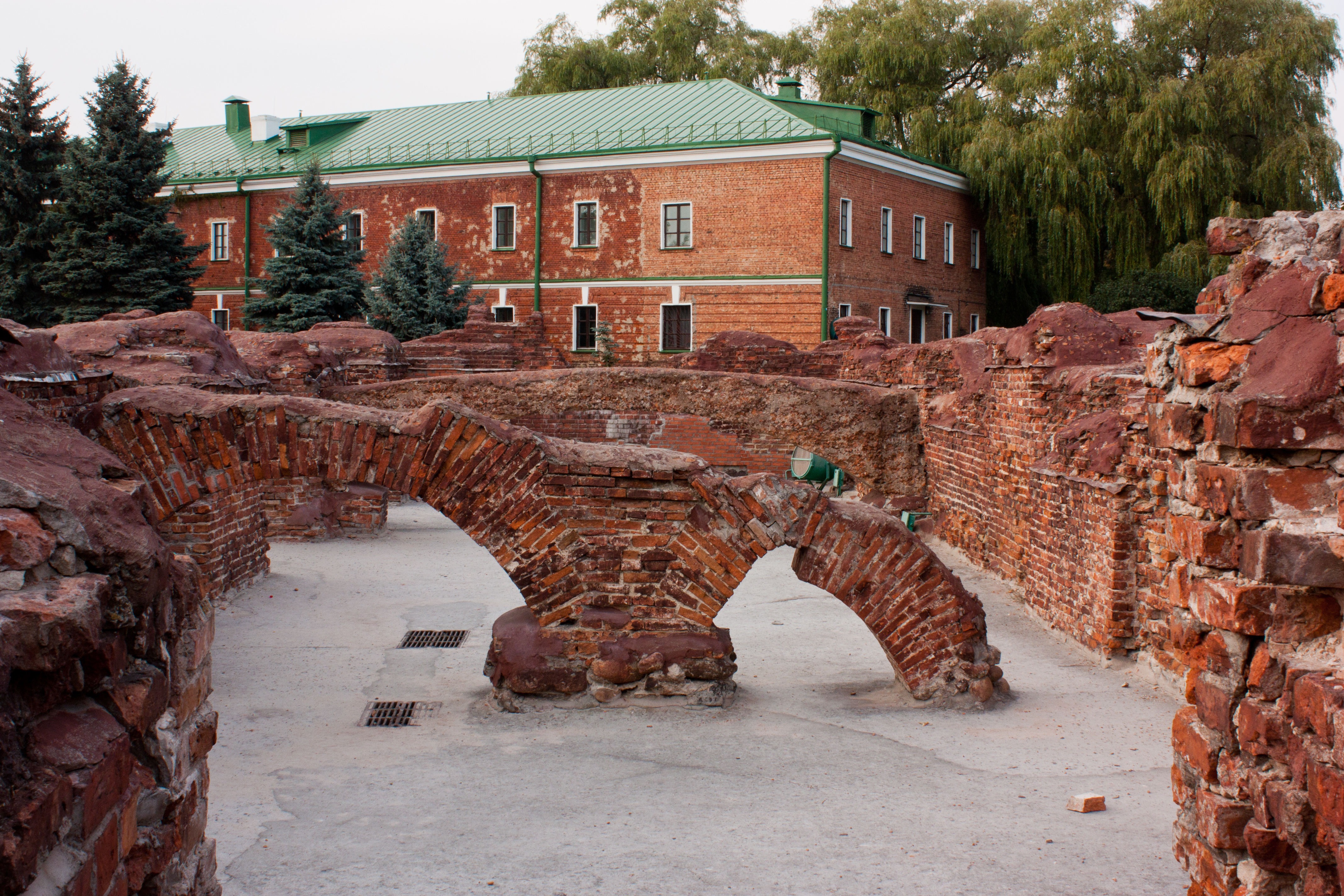
Фундамент церкви

Во время Второй мировой войны здание церкви немного пострадало. В 1950-х  годы советские власти разобрали памятник до фундаментов. В 1972 году остатки фундамента были законсервированы как объект, представляющий силу обороны крепости в июне 1941 года.

## Архитектура
Церковь представляет собой произведение архитектуры барокко : 3- нефная, 2-башенная базилика с полукруглой апсидой и боковыми ризницами . Вровень с фасадом церкви построено 2-х этажное кирпичное здание школы 5-го класса. Главный фасад имел волнообразные очертания , которые распространились в Великом княжестве Литовском от виленского костёла визитанток  (1727 г.), диагонально расположенные пилоны и ордерную пластику (высокие пилястры на мощном ржавом цоколе ) создал его объемно-пространственную структуру. Новую каменную церковь, вопреки прежней восточной традиции, ориентировали алтарем в направлении к Иерусалима, в сторону Гроба Господня.

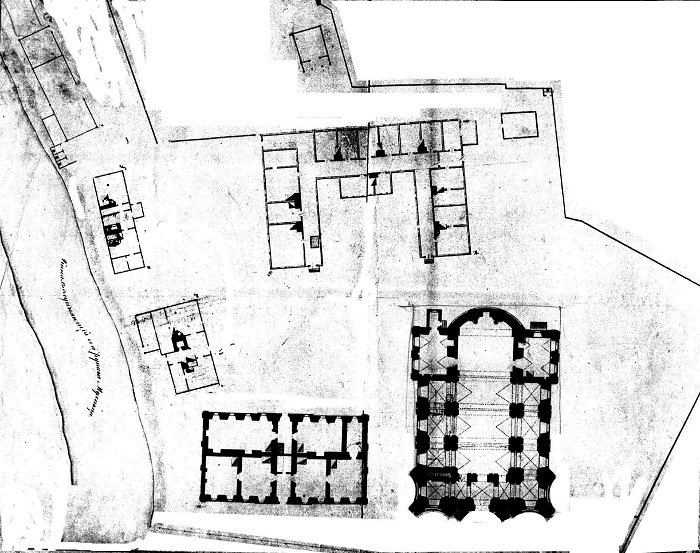
План комплекса 1835 г.

Использованы приемы построения пространственной композиции церкви Св. Петра и Павла, пластика ее формы созвучен пластичным фасадом собора св. Юрия во Львове ( 1744—1758 ), Василианская церковь в Глубоком (1750—1767 ) или костёла св. Иоанна в Вильнюсе ( 1731—1748 ), построенная по проекту архитектора Яна Кристофа Глаубица. В то же время в сравнении с достроенными (и сохранившимися до наших дней) сакральными сооружениями видно, что в архитектуре Брестского базилианского храма сочетались аскетизм и сдержанность элементов с выразительностью барочных форм. Самый аскетичный дорический архитектурный ордер, который применялся именно для храмов, освященных во имя св. апостолов Петра и Павла, подчеркивали стремление василиан к бедности.
Внутреннее пространство храма, в отличие от фасада была ближе к завершению.  Главный неф, высота которого достигала 14,9 метров, был перекрыт цилиндрическими сводами на упругих арках, опиравшихся на профилированные пилоны и стеновые пилястры, боковые нефы — крестовыми сводами на упругих сводах  . Каждый из опорных столбов разделяли 8 пилястр сложного профиля. Церковь освещалась через 12 верхних и 8 нижних окон, одно из которых — большое — имелось в алтаре, который был незначительно ниже, чем главный неф . При входе в притвор хоры были устроены с пластичным волнообразным парапетом. Интерьер церкви, полностью оштукатуренный и расписанный, иногда украшался декоративной лепниной. Точно известно, что лепнина подчеркивала важнейшие элементы главного неф: музыкальные хоры, расположенные над притвором, и напротив него — первый ярус главного алтаря Христа Спасителя, который достигал свода церкви. Апофеозом декоративного интерьера стал главный алтарь двухъярусной архитектурно-стройной композиции. Часть алтаря была сделана из дерева и украшена растительной резьбой, вазами и изображением св. Духа. В нем находится икона высотой 1 1/4 локтя, изображающая св. Троица с образом св. Дух в виде голубя в золотых лучах. Из прежнего деревянного храма были перенесены 6 деревянных качающихся алтарей, один из которых — Богородицы — располагался в часовне, расположенной у входа, под правой башней.

### Монастырь
Монастырский корпус — П-образный в плане 1-этажное здание, который стоял позади церкви. Имел галерейный план.
Рядом с церковью находился 2-этажное прямоугольное в плане здание школы крытое высокой четырехскатной крышей с невысокой декоративной башенкой в центре.

## Интересные факты
Одна из икон, вывезенная научной экспедицией из сохранившейся униатской церкви под Кобрином, представляет Троицу (Новозаветную) с образом св. Духа в виде голубя в золотых лучах. На иконе изображен ряд церквей, среди которых, вероятно, построенные василианами в литовской провинций Пресвятой Троицы : Брестский, Кобринский и Тараканский монастыри .